# Pandansari (Kajoran)
Pandansari is een bestuurslaag in het regentschap Magelang van de provincie Midden-Java, Indonesië. Pandansari telt 1550 inwoners (volkstelling 2010).